# 富士山同學正值思春期
《富士山同學正值思春期》（日语：富士山さんは思春期）是日本漫畫家緒城真的戀愛漫畫作品，描述身高差距極大的學生情侶間的戀愛故事。作品連載於雙葉社旗下的《漫畫ACTION》，自2012年23號起連載至2016年1號，單行本全8卷。繁體中文版由東立出版社發行。

## 設計
《富士山同學正值思春期》的女主角富士山奈央的身高是181公分，男主角上場優一的身高是160公分。這個概念的原點是因為責任編輯喜歡高大的人，而當時日本女子排球運動員木村沙織（身高185公分）十分活躍，便建議作者描繪出高大又可愛的女孩子。作者最初在設定身高時，認為超過190公分就高得太過頭了，在考慮到要兼具高大與可愛後，認為181公分是比較理想的身高。而男主角的身高則比中學二年級男生的平均身高略高一些。由於身高差距極大，必須時常透過轉換角度或構圖，讓兩位主角能出現在漫畫的格子裡。作品的特色之一是角色鮮少有獨白，也鮮少描寫角色的內心想法。為了取材，作者經常在學校附近或上學時間的電車上進行觀察。。

## 故事大綱
富士山牧央是就讀三里第三中學的二年級學生，身高181公分的她是女子排球社的王牌，她十分厭惡取笑自己體型的人。雖然她因為身高而不受男同學歡迎，但她的青梅竹馬、身高160公分的上場優一卻對她抱持好感，在上場偶然間看到富士山的巨乳後，忍不住向她告白，兩人就此交往。
由於富士山十分引人注目，情竇初開的兩人只能暗中約會，但隨著時間一久，上場不想再偷來暗去，但卻也無法鼓起勇氣公開兩人的關係。在某次的賽事中，富士山因為生長痛而中斷了訓練，這也讓兩人有時間能私下約會，但富士山因為身高的緣故而難以去打保齡球或看電影，也很難買到合身的衣服，上場便送她一頂帽子，看到戴上帽子後的富士山，上場很想吻她，富士山認為要再等一段時間。
秋去冬來，兩人互相寄了賀年卡，希望新的一年能多加關照。富士山還送了湯婆給上場，作為帽子的回禮。在升上三年級後，富士山為了籌備比賽而勤加練習，上場為了升學而考慮進入補習班，兩人之間開始有了距離。對升上三年級感到不安的兩人向對方傾訴了各自的擔憂，接著，上場站上橋梁一側的欄杆，讓自己有足夠的高度，以便和富士山相擁。
升上三年級後，富士山和上場被分到同一班且座位相鄰。在前往京都畢業旅行時，上場斥責了某個取笑富士山的同學，事後表現出即使兩人的戀情曝光也不畏懼的態度。他們挑戰了當地一個與戀愛占卜有關的傳說，並在眾目睽睽下互相傾訴自己的愛意，獲得了其他同學的祝福。富士山向一直以來很珍視自己的上場表達感謝。

## 出版書籍
| 集數 | 雙葉社         | 雙葉社                 | 東立出版社    | 東立出版社             |
| 集數 | 發售日期       | ISBN                   | 發售日期      | ISBN                   |
| ---- | -------------- | ---------------------- | ------------- | ---------------------- |
| 1    | 2013年5月28日  | ISBN 978-4-575-84238-8 | 2014年3月17日 | ISBN 978-986-348-282-6 |
| 2    | 2013年8月28日  | ISBN 978-4-575-84277-7 | 2015年4月21日 | ISBN 978-986-348-283-3 |
| 3    | 2014年1月28日  | ISBN 978-4-575-84336-1 | 2015年5月21日 | ISBN 978-986-348-284-0 |
| 4    | 2014年7月28日  | ISBN 978-4-575-84457-3 | 2019年3月28日 | ISBN 978-986-365-421-6 |
| 5    | 2014年12月27日 | ISBN 978-4-575-84552-5 | 2020年12月3日 | ISBN 978-986-382-725-2 |
| 6    | 2015年4月28日  | ISBN 978-4-575-84611-9 | 2022年5月6日  | ISBN 978-986-431-467-6 |
| 7    | 2015年8月28日  | ISBN 978-4-575-84674-4 | 2023年7月6日  | ISBN 978-986-462-260-3 |
| 8    | 2016年2月27日  | ISBN 978-4-575-84762-8 |               |                        |

## 評價
作品在這本漫畫真厲害！2014年版的排名中位列第11名。作者對這樣的名次表示感謝，但也希望能夠進到前10名內。作品獲得的讚譽包括「兩人間的愛情讀了令人舒服」、「讓人回想起中學時光」等。對於作品鮮少獨白和心理描寫的表現方式，有讀者認為這會讓人很難理解角色在想什麼，但也有讀者認為這讓作品更加真實，因為現實世界中聽不到他人的心聲。此外，也有希望能改編成動畫或真人版的呼聲。